# Replicas (álbum)
Replicas é o segundo álbum de estúdio da banda britânica Tubeway Army, liderada pelo vocalista Gary Numan. A faixa "Are 'Friends' Electric?", foi o primeiro single de uma banda de post punk que, gravada com sintetizadores e influenciada pela música eletrônica, chegou ao primeiro lugar no UK Singles Chart, em 30 de junho de 1979.
| Críticas profissionais                                                      | Críticas profissionais |
| Avaliações da crítica                                                       | Avaliações da crítica  |
| Fonte                                                                       | Avaliação              |
| --------------------------------------------------------------------------- | ---------------------- |
| Allmusic                                                                    | [ 2 ]                  |
| Esta tabela precisa de ser acompanhada por texto em prosa. Consulte o guia. |                        |

## Faixas

### Edição original de 1979 (LP)
1. "Me! I Disconnect from You" – 3:23
2. "Are 'Friends' Electric?" – 5:25
3. "The Machman" – 3:08
4. "Praying to the Aliens" – 4:00
5. "Down in the Park" – 4:24
6. "You Are in My Vision" – 3:15
7. "Replicas" – 5:01
8. "It Must Have Been Years" – 4:02
9. "When the Machines Rock" – 3:15
10. "I Nearly Married a Human" – 6:31

### Reedição de 1995 (CD)
1. "Me! I Disconnect from You" – 3:23
2. "Are 'Friends' Electric?" – 5:25
3. "The Machman" – 3:08
4. "Praying to the Aliens" – 4:00
5. "Down in the Park" – 4:24
6. "You Are in My Vision" – 3:15
7. "Replicas" – 5:01
8. "It Must Have Been Years" – 4:02
9. "When the Machines Rock" – 3:15
10. "I Nearly Married a Human" – 6:31

### Edição de 2008 (CD duplo)
Disco 1
1. "Me! I Disconnect From You" - 3:22
2. "Are 'Friends' Electric?" - 5:25
3. "The Machman" - 3:08
4. "Praying to the Aliens" - 4:00
5. "Down in the Park" - 4:24
6. "You are In My Vision" - 3:14
7. "Replicas" - 5:00
8. "It Must Have Been Years" - 4:02
9. "When the Machines Rock" - 3:15
10. "I Nearly Married a Human" - 6:31
11. "We Are So Fragile" - 2:55
12. "Do You Need the Service?" - 3:39
13. "I Nearly Married A Human" (2) - 6:38

disco 2
1. "Me! I Disconnect From You"* - 3:24
2. "Are 'Friends' Electric?"* - 5:25
3. "The Machman"* - 3:08
4. "Praying to the Aliens"* - 4:08
5. "Down in the Park"* - 4:24
6. "Do You Need the Service?"* - 3:42
7. "Only a Downstat" - 3:35
8. "We Have a Technical" - 8:00
9. "You Are In My Vision"* - 3:22
10. "Replicas"* - 5:02
11. "It Must Have Been Years"* - 4:04
12. "When the Machines Rock"* - 3:15
13. "The Crazies" - 2:54
14. "I Nearly Married A Human" (3)* - 6:24

Um asterisco (*) indica uma faixa bônus.

## Certificações
| Região                                              | Certificação | Vendas   |
| --------------------------------------------------- | ------------ | -------- |
| Austrália (ARIA)                                    | Ouro         | 35 000^  |
| Reino Unido (BPI)                                   | Ouro         | 100,000^ |
| ^números de vendas baseados somente na certificação |              |          |